# Tinción de Field

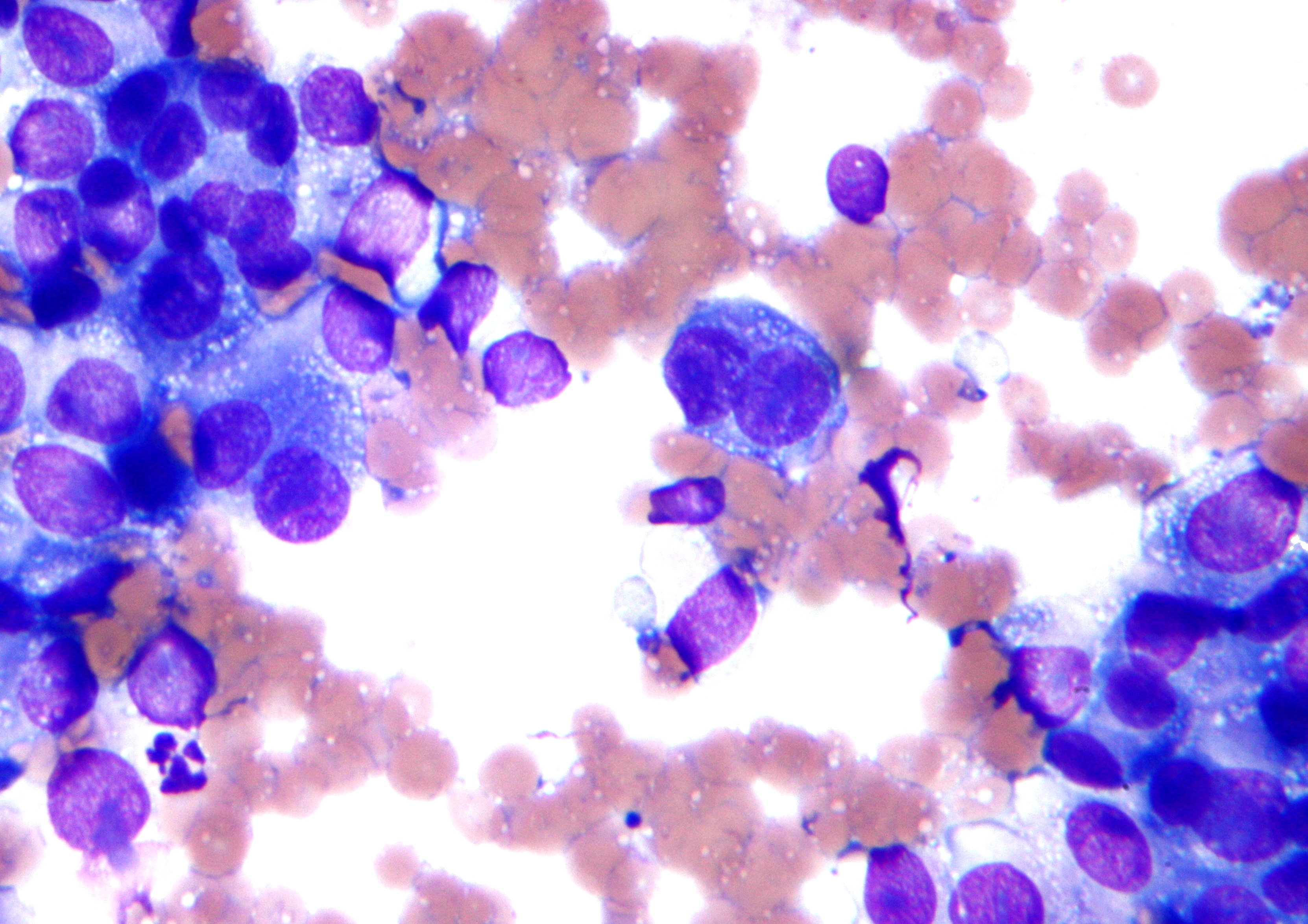
Micrografía de una tinción de Field que muestra melanoma maligno.

La tinción de Field es un método histológico para la tinción de frotis de sangre. Se utiliza para la tinción de películas gruesas de sangre gruesa para la observación de parásitos de la malaria. La tinción de Field es una versión de la tinción de Romanowsky, utilizada para el procesamiento rápido de los especímenes.
La tinción de Fiel consta de dos partes - la tinción de Field A es azul de metileno y Azure A disuelto en una solución tampón de fosfato; la tinción de Field B es Eosina Y en una solución tampón. Se la conoce como tinción de Field debido al médico John William Field, quién la desarrolló en 1941.

## Imágenes adicionales

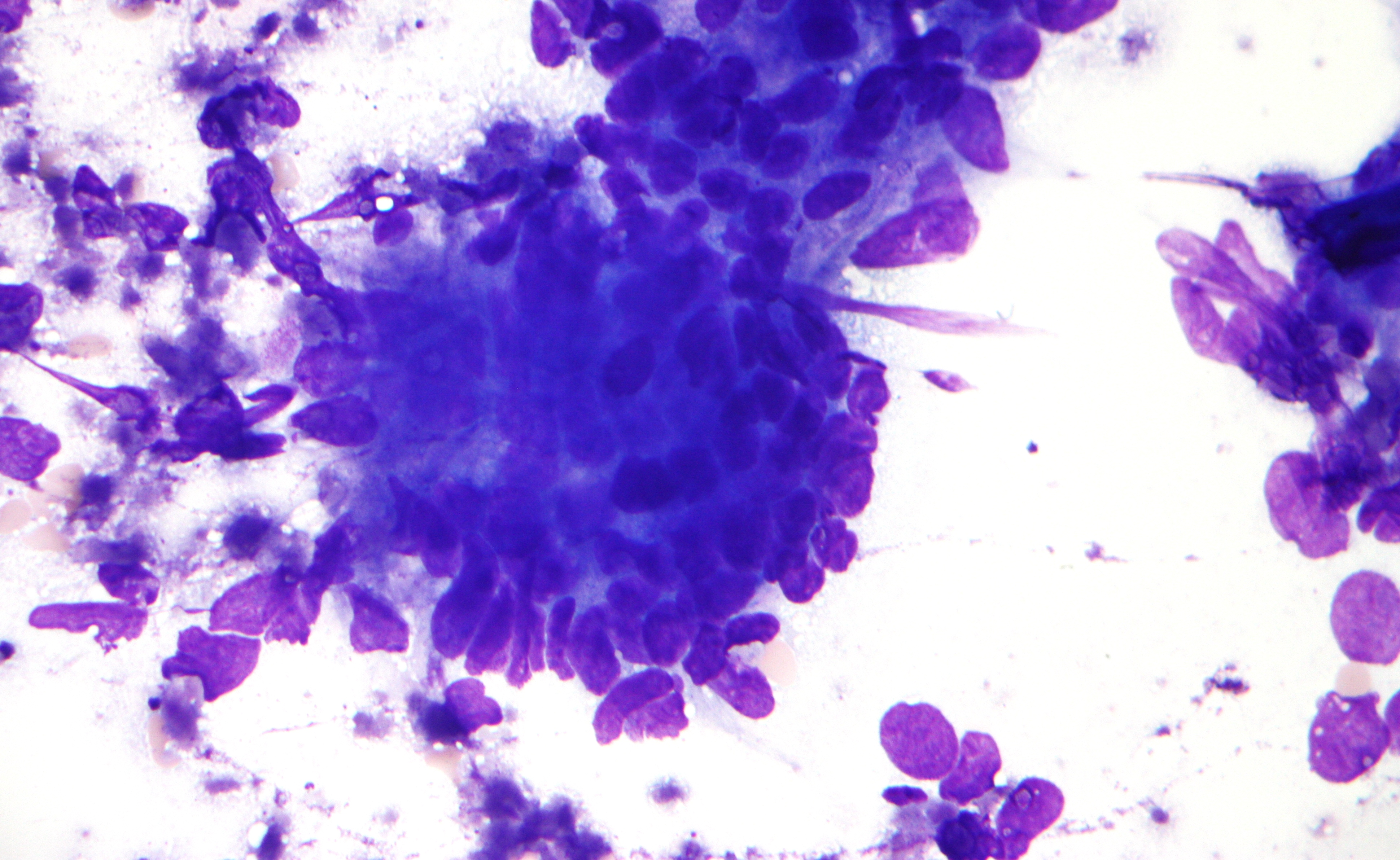
Adenocarcinoma colorrectal. Tinción de Field .
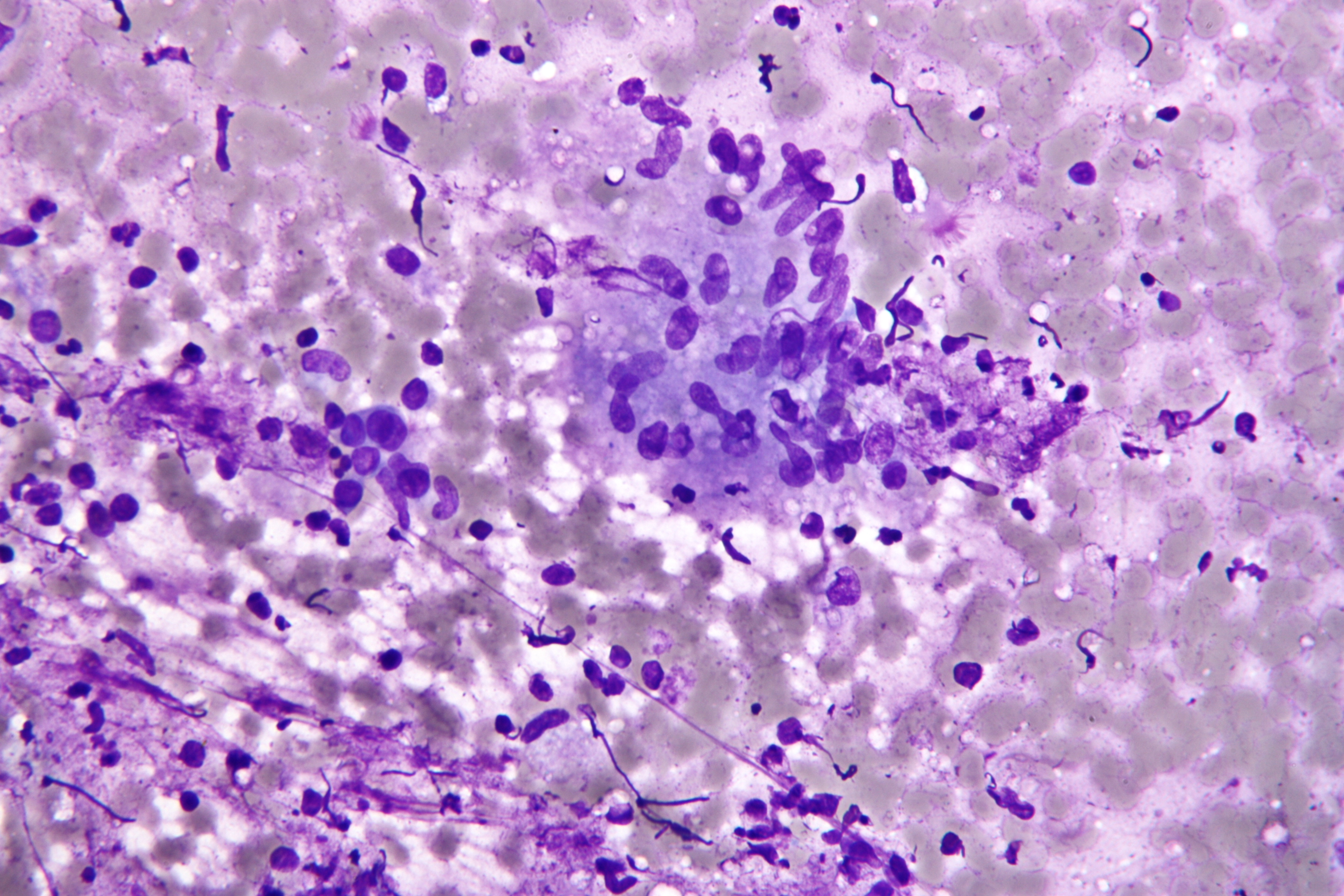
Granuloma. Tinción de Field .